# John et Emery Bonett
John et Emery Bonett, pseudonyme conjoint de John Hubert Arthur Coulson (Tynemouth, Tyne and Wear, 10 août 1906 – 21 janvier 1989) et de Felicity Winifred Coulson, née Carter (Eccleshall, Staffordshire, 2 décembre 1906 - 7 novembre 1995). Ils forment un duo d’écrivains, de scénaristes et d’auteurs britanniques de roman policier.

## Biographie
John Colson fait des études modestes, puis occupe divers emplois: secrétaire de compagnie, journaliste, directeur de la promotion des ventes et banquier de succursales.
Felicity Carter mène une carrière de comédienne de théâtre. Elle décroche de petits rôles dans des pièces de répertoire, aide à peindre les décors, fait la showgirl dans des revues et de la figuration au cinéma. En 1936, elle adopte le pseudonyme Emery Bonett pour publier un roman, A Girl Must Live, dont l’héroïne, une jeune actrice délurée et vive d'esprit, parvient à déjouer la tentative de chantage dont un comte est victime. Le roman, fort bien accueilli, sera adapté au cinéma sous le même titre par Carol Reed en 1939.
À cette même époque, John et Felicity se rencontrent dans un cours d’espagnol où ils se sont tous deux inscrits. Ils se marient en 1939 et la nouvelle épouse n’entend pas retourner sur les planches. Pendant que John est réquisitionné et que, pendant la Deuxième Guerre mondiale, il sert dans l'amirauté, Flicity se lance dans le roman policier. Elle publie en 1940, sous son nom de jeune fille, Never Go Dark. Elle récidive en 1941 avec Make Do With Spring, reprenant cette fois le pseudonyme Emery Bonett qui lui a déjà porté chance. Mais c'est la troisième tentative, High Pavement (1944), qui est enfin couronné de succès et que Harold Huth adaptera au cinéma en 1948 sous le titre My Sister and I (en).
Démobilisé, John Coulson retrouve son poste à la banque, mais en 1949, il propose à sa femme de travailler ensemble à la rédaction d’un roman policier qu’ils signeront du pseudonyme John et Emery Bonett. Selon leur entente, il établit la conception de l’intrigue dans ses moindres détails, tandis qu’elle se charge de l’écriture du récit et des dialogues. Mort d’un lion, le premier fruit de leur collaboration, est un gros succès, traduit bientôt en plusieurs langues. Dans ce roman apparaît pour la première fois le professeur Mandrake, un anthropologue doublé d’un détective amateur, qui ne connaîtra toutefois que deux aventures supplémentaires, car les Bonett sont devenus des écrivains très sollicités. Chacun de leur côté ou ensemble, ils rédigent des textes radiophoniques, des scénarios et de nombreux autres projets d’écriture : paroles de chanson, dialogues de scène, nouvelles...
En 1963, les Colson se retirent en Espagne sur la Costa Brava et peuvent enfin redevenir auteurs de roman policier. Signant de nouveau John et Emily Bonett, ils donnent alors une série de cinq titres relatant les exploits de l’inspecteur Borges de la police espagnole.
Après la mort de son mari, Felicity Colson cesse de publier.

## Œuvre

### Romans

#### SérieProfesseur Mandrake
- Dead Lion (1949) Publié en français sous le titre Mort d’un lion, Genève, Ditis, coll. Détective-club-Suisse no 99, 1953 ; réédition, Paris, Ditis, coll. Detective Club no 70, 1953 ; réédition, Paris, Librairie des Champs-Élysées, coll. Le Masque no 1916, 1988
- A Banner for Pegasus ou Not in the Script (1951)
- No Grave for a Lady (1960)

#### SérieInspecteur Borges
- Better Dead ou Better Off Dead (1964)
- The Private Face of Murder (1966)
- This Side Murder? ou Murder on the Costa Brava (1967) Publié en français sous le titre Qu’en pensez-vous Lady Poppy, Paris, Librairie des Champs-Élysées, Le Masque no 1007, 1968
- The Sound of Murder (1970)
- No Time to Kill (1972)

#### Romans policiers signés Emery Bonett
- Make Do With Spring (1941)
- High Pavement ou Old Mrs Camelot (1944)

#### Roman policier signé Felicity Carter
- Never Go Dark (1940)

#### Roman policier signé John Bonett
- Perish the Thought (1984)

#### Roman non-policier signé Emery Bonett
- A Girl Must Live (1936)

### Nouvelles
- My Friend Ho (1951)
- Night Call (1960)
- Bill to Pay (1982)
- Epifanio’s Feast (1982)

### Scénarios
- 1944 : One Exciting Night ou You Can’t Do Without Love, film de Walter Forde (dialogues supplémentaires seulement)
- 1949 : La Montagne de verre, film de Henry Cass, scénario avec plusieurs collaborateurs
- 1951 : Face to Face, téléfilm sur un scénario de Emery Bonett, avec Diana Dors
- 1955 : Children Galore, film de Terence Fisher, scénario signé John et Emery Bonett
- 1955 : Rheingold Theatre (épisode 36, saison 3 : Blue Murder) Douglas Fairbanks, Jr., Presents (en)

## Adaptations
- 1939 : A Girl Must Live, film de Carol Reed, d’après le roman homonyme, avec Margaret Lockwood, Renee Houston et Lilli Palmer (Le film est aussi connu sous le titre A Girl Has to Live).
- 1948 : My Sister and I (en), film de Harold Huth, d’après le roman High Pavement, avec Sally Ann Howes et Dermot Walsh

## Sources
- Jacques Baudou et Jean-Jacques Schleret, Le Vrai Visage du Masque, vol. 1, Paris, Futuropolis, 1984, 476 p. (OCLC 11972030), p. 80.
- Jacques Baudou et Jean-Jacques Schleret, Les Métamorphoses de la chouette, Paris, Futuropolis, 1986, 191 p. (ISBN 978-2-737-65488-6, OCLC 19810226), p. 33-34.
- (en) Lesley Henderson, Twentieth century crime and mystery writers, Chicago, St. James Press, coll. « Twentieth-century writers series », 1991, 1294 p. (ISBN 978-1-558-62031-5, OCLC 27816486), p. 89-90.